# Тан (фамилия)

Иероглифы кланов Тан.

Тан — две китайские фамилии (кланы).
唐 — династия Тан.
湯 — горячая вода, суп.

## Известные Тан
- Тан 湯 — основатель династии Шан (1600—1027 до н. э.).
- Тан Бинь (род. 1986) — китайская гребчиха.
- Тан, Генри (唐英年) (род. 1952) — руководитель Администрации Гонконга в 2005 году.
- Тан Ду (唐都) (II век до н. э.) — древнекитайский астроном и астролог эпохи Западная Хань.
- Тан Жэньцзянь (род. 1962) — китайский государственный и политический деятель, министр сельского хозяйства и сельских дел КНР с 26 декабря 2020 года.
- Тан Инь, он же Тан Боху (кит. 唐寅, 1470, Сучжоу — 1524, там же) — китайский художник, каллиграф и поэт династии Мин, а также прототип протагониста пьесы Фэн Мэнлуна «Три улыбки» и производных от неё театральных и кинематографических постановок.
- Тан Ицзюнь (род. 1961) — китайский государственный и политический деятель, министр юстиции КНР с 29 апреля 2020 года.
- Тан Тхол (род. 1941) — камбоджийский велогонщик.
- Тан Хань (Джон) (湯漢, кант.: John Tong Hon) — действующий католический епископ Гонконга.
- Тан Хуаньчжан — основатель религиозного движения «Люшэн чжэньдао тунъихуй».
- Тан Цяньхуэй (汤千惠) (род. 2000) — китайская теннисистка.
- Тан Цзясюань (唐家璇) (род. 1938) — китайский политик, восьмой министр иностранных дел КНР.
- Тан Чжицзюнь (湯智鈞, род. 1981) — тайваньский спортсмен.
- Тан Чжицзюнь (汤志钧, 1924—2023) — китайский историк.
- Тан Чуньлин (род. 1976) — китайская хоккеистка на траве, серебряный призёр летних Олимпийских игр 2008 года.
- Цзиньский Тан Шу-Юй (Танский Шу-юй; 晉唐叔虞 или 唐叔虞) — родоначальник дома Цзинь, по имени Цзи Юй (姬虞).
- Тан Яодун (唐尧东) (род. 1962) — китайский футболист, футбольный тренер.